# هيئة الإذاعة الأسترالية
هيئة الإذاعة الأسترالية (بالإنجليزية:Australian Broadcasting Corporation) هي الهيئة الإذاعية الحكومية التلفزيونية الرسمية في أستراليا تأسست عام 1929 ويقع مقرها في مدينة سيدني وتملكها حكومة أستراليا.

## معرض صور

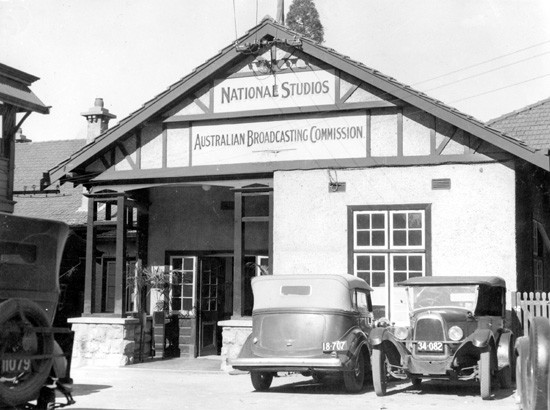
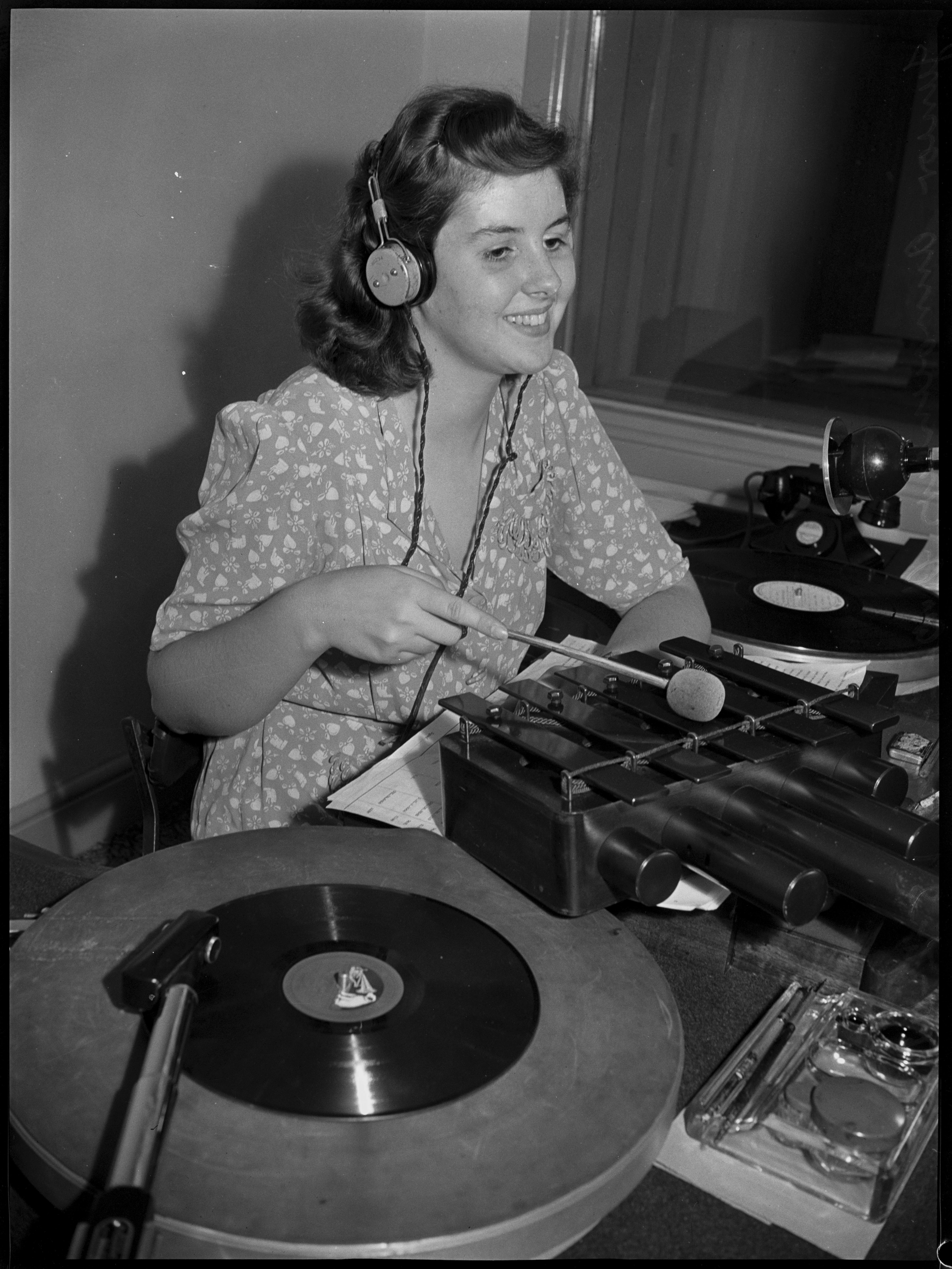
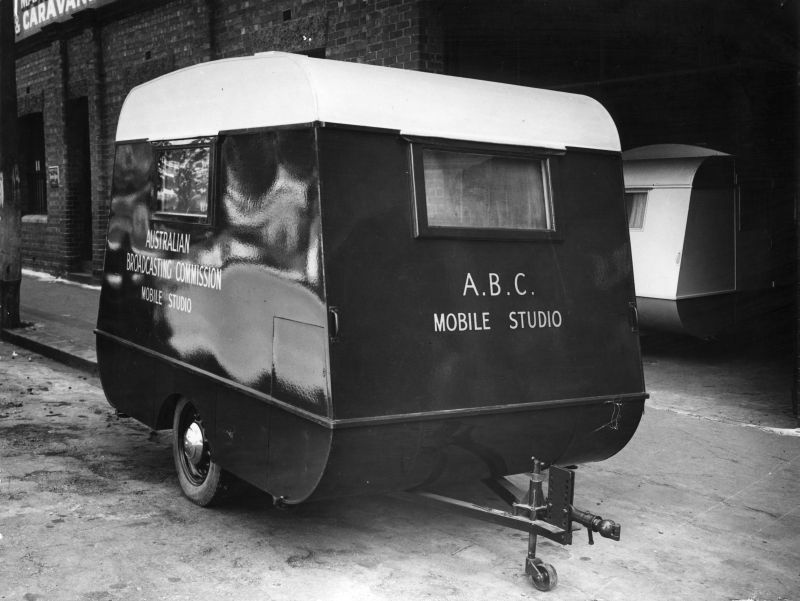

## وصلات خارجية
لم يتم العثور على روابط لمواقع التواصل الاجتماعي.